# Konrad Czajkowski (ur. 1980)
Konrad Czajkowski (ur. 11 stycznia 1980 w Warszawie) – polski kolarz torowy, olimpijczyk z Sydney 2000.

Startował w wielu konkurencjach torowych. W 2000 podczas mistrzostw Polski w kolarstwie torowym zdobył tytuł mistrza Polski w sprincie olimpijskim oraz wywalczył trzy brązowe medale w sprincie, kerinie i w wyścigu na 1 km ze startu zatrzymanego.
Podczas igrzysk olimpijskich w Sydney zajął 10. miejsce w sprincie olimpijskim.
W 2001 został mistrzem Polski w sprincie olimpijskim oraz wicemistrzem w wyścigu „Madison”. W 2002 zakończył karierę.